# 杉原甫政
杉原 甫政（すぎはら としまさ、? - 文化9年10月5日（1812年11月8日））は、備中国足守藩の家老。山の手杉原家第7代当主。
第6代当主杉原政純の子。通称は丹下。子に杉原明治郎、杉原栄之助。
安永7年（1778年）11月11日に相続して250石を給わる。寛政5年（1793年）9月8日に家老見習となり、足高50石を給わる。同8年11月22日に家老本役となる。享和2年（1802年）10月16日に御元〆方加役となり、翌年大坂へ出向いている。文化元年（1804年）6月17日、家老・加役を罷免される。藩主が木下利徳に替わった後に江戸へ呼び出され、同5年6月7日に再度家老となる。しかし、同年11月11日にまたも罷免され、隠居させられる。同9年10月3日に赦されて仏参を許可され、その2日後に病死した。